# Nossa Senhora da Ajuda (Espinho)

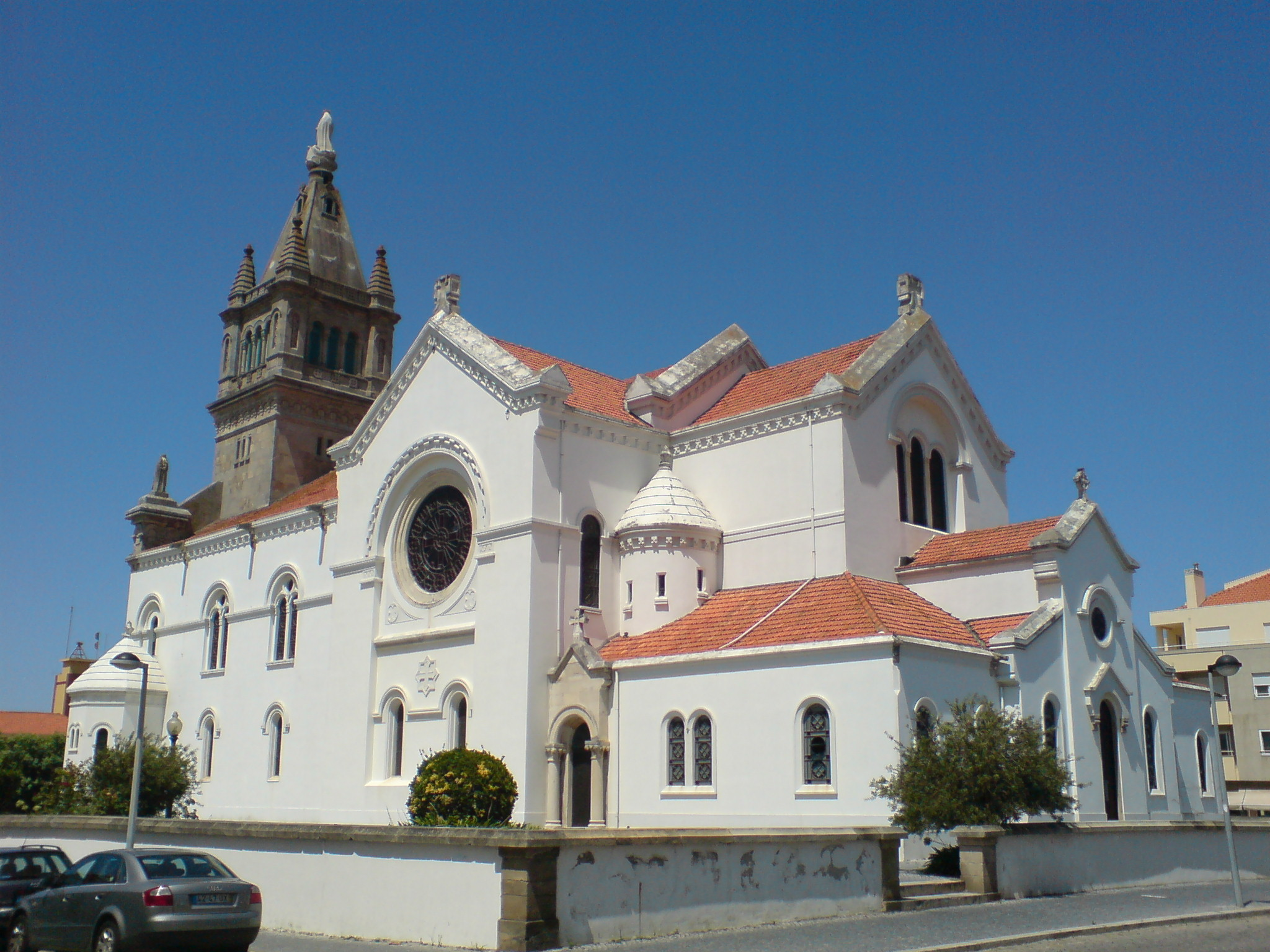
Nossa Senhora da Ajuda in Espinho

Nossa Senhora da Ajuda ist die katholische Hauptkirche der portugiesischen Kreisstadt Espinho. Sie wurde 1920 im Zentrum der Stadt errichtet und Nossa Senhora da Ajuda geweiht. Ihre Gestaltung knüpft an den neuromanischen Stil vom Ende des 19. Jahrhunderts an.
Standort der Kirche ist das Feld des schachbrettartigen Grundrisses der Stadt, das von den Straßen Rua 27, Rua 20, Rua 29 und Rua 18 gebildet wird. Der zentral über dem Hauptportal errichtete Kirchturm, den eine Marienfigur krönt, bestimmt das Stadtbild.
Zur Kirchenausstattung gehören Arbeiten des Bildhauers António Texeira Lopes und Malereien von Joaquim Lopes. Die Glasarbeiten stammen von dem in Espinho geborenen Silverio Vaz. Die Kacheln (Azulejos) im Chor schuf Inácio de Sá.